# Eleonore av Liechtenstein
Eleonore av Liechtenstein, född av Oettingen-Spielberg 1745, död 1812, var en prinsessa av Liechtenstein, brevskrivare och salongsvärdinna. Hon innehade genom sin salong en politiskt inflytelserik ställning i Österrike.       
Eleonore av Liechtenstein var dotter till prins Alois av Oettingen-Spielberg och Therese av Holstein. Hon uppfostrades från 1749 i ett kloster och ärvde en förmögenhet efter sin faster. Hon presenterades vid hovet i Wien och gifte sig år 1763 med prins Karl av Liechtenstein. Paret fick sju barn och är anfäder till huset Liechtenstein. 
Eleonore arrangerade från 1768 till 1790 upp till fyra gånger i veckan en diskussionscirkel med fem kvinnliga medlemmar av dynastin samt kejsar Josef II, marskalk Lascy och greven av Rosenberg som stående gäster. Relationen till kejsaren var god men spänd, då Eleonore var konservativ katolik och motståndare till hans reformer. 
Josef uppvaktade henne under år 1772, men något förhållande tycks inte ha inletts. Hon utövade ett visst inflytande över politiken, något hon fortsatte att göra efter Josefs död 1790. Vid tiden för kongressen i Rastatt 1797–1799 var hon i opposition mot den utrikespolitik premiärminister Johann Amadeus Franz von Thugut förespråkade. Hon motarbetade också äktenskapsalliansen mellan Napoleon I och Marie Louise av Österrike 1809. 
Hennes korrespondens ger en viktig bild av hennes samtid.